# Військово-повітряна академія імені Ю. О. Гагаріна
Військо́во-пові́тряна акаде́мія і́мені Ю. О. Гага́ріна — військовий вищий навчальний заклад Російської Федерації. Була розташована в селищі міського типу Моніно Московської області.
Академія готувала висококваліфікованих спеціалістів на посади начальників, командирів, старших штурманів, офіцерів штабів авіаційних військових частин і з'єднань, зв'язку і радіотехнічного забезпечення.
Випускники академії виходили офіцерами з вищою військовою освітою.
Академію скасовано наказом Міністра оборони РФ від 12 липня 2011 р. N 1136. Навчання слухачів передано у Військовий авіаційний інженерний університет (м. Воронеж).

## Історія створення
Навчальний заклад створено відповідно до постанови Ради Народних Комісарів СРСР (РНК СРСР) в березні 1940 року на базі курсів удосконалення командного складу Військово-повітряної академії імені М. Є. Жуковського та отримав назву «Військова академія командного і штурманського складу ВПС Червоної Армії».
29 березня 1940 року зі складу академії виокремлено оперативний, командний і штурманський факультети, що утворили Військову академію командно-штурманського складу, розташовану в селищі Моніно під Москвою.
У 1946 році перейменована у Військово-повітряну академію.
У 1968 році академії присвоєно ім'я Ю. О. Гагаріна.
За видатні успіхи в підготовці висококваліфікованих кадрів академія нагороджена двома радянськими та сімома іноземними орденами.
У 2008 році розпорядженням Уряду РФ від 7 березня 2008 року № 283-р Військово-повітряну академію ім. Ю.О. Гагаріна було об'єднано з Військово-повітряною інженерною академією ім. М. Є. Жуковського. Новостворений заклад дістав назву Військово-повітряна орденів Леніна і Жовтневої Революції Червонопрапорна академія імені професора М. Є. Жуковського і Ю. О. Гагаріна.

## Керівництво академії[2]
- 1940 — Померанцев Зиновій Максимович[3]
- 1940–1941 — Арженухін Федір Костянтинович[4]
- 1941–1942 — Наришкін Леонід Ілліч[5]
- 1942–1944 — Шкурін Яків Степанович[6]
- 1944–1946 — Іонов Петро Павлович[7][8]
- 1946–1950 — Фалалеєв Федір Якович
- 1950–1956 — Пестов Серафим Олександрович
- 1956–1968 — Красовський Степан Якимович
- 1968–1973 — Руденко Сергій Гнатович
- 1973–1988 — Скоморохов Микола Михайлович
- 1988–1996 — Корольков Борис Федорович
- 2002–2007 — Барсуков Аркадій Миколайович

## Відомі випускники
Серед випускників ВПА імені Ю. О. Гагаріна маршал авіації, тричі Герой Радянського Союзу Кожедуб Іван Микитович, двічі Герої Радянського Союзу:
1. Алексенко Володимир Аврамович
2. Андріанов Василь Іванович
3. Бегельдінов Талгат Якубекович
4. Береговой Георгій Тимофійович
5. Біда Леонід Гнатович
6. Бондаренко Михайло Захарович
7. Борових Андрій Єгорович
8. Брандис Анатолій Якович
9. Воробйов Іван Олексійович
10. Ворожейкін Арсеній Васильович
11. Глінка Дмитро Борисович
12. Головачов Павло Якович
13. Голубєв Віктор Максимович
14. Губарєв Олексій Олександрович
15. Гулаєв Микола Дмитрович
16. Євстигнєєв Кирило Олексійович
17. Єфимов Олександр Миколайович
18. Єфремов Василь Сергійович
19. Климук Петро Ілліч
20. Колдунов Олександр Іванович
21. Кретов Степан Іванович
22. Кузнецов Михайло Васильович
23. Кунгурцев Євген Максимович
24. Луганський Сергій Данилович
25. Ляхов Володимир Афанасійович
26. Малишев Юрій Васильович
27. Михлик Василь Ілліч
28. Недбайло Анатолій Костянтинович
29. Нікіфоров Василь Семенович
30. Плотніков Павло Артемович
31. Покришев Петро Опанасович
32. Попков Віталій Іванович
33. Прохоров Олексій Миколайович
34. Речкалов Григорій Андрійович
35. Родимцев Олександр Ілліч
36. Романенко Юрій Вікторович
37. Сенько Василь Васильович
38. Столяров Микола Георгійович
39. Стрельников Віктор Іванович
40. Федоров Євген Петрович
41. Филипченко Анатолій Васильович
42. Шаталов Володимир Олександрович

## Відомі викладачі
- Крупський Іван Васильович